# 清太祖元妃
清太祖元妃（1560年—1592年），佟佳氏，名哈哈纳扎青，亦作哈哈納扎親（穆麟德轉寫：Hahana Jacing）。滿洲正紅旗人。清太祖努爾哈赤的元配，《满洲实录》称“neneme gaiha fujin”，意为“先娶之福晋”。其它文献称为“元妃”。

## 生平
塔本巴晏之女，多多巴克什之孫女，六什呢之曾孫女。先祖为巴虎特克慎。万历五年（1577年），她与年仅十八岁的努尔哈赤结婚。萬曆六年（1578年）二月二十二日戌時，佟佳氏生下努尔哈赤长女嫩哲格格，日后所称的东果格格。1580年，生努尔哈赤长子褚英，1583年，生次子代善，即日后的礼亲王。
努爾哈赤是佟氏的贅婿，努爾哈赤本人也並不諱言。當時明朝政府亦冠姓稱「佟努爾哈赤」。萬曆二十年（1592年），佟氏去世後才改回本姓愛新覺羅。不過，後來的皇族後代受漢俗影響，並且認為開國皇帝曾經入贅是件不光彩的事，轉而加以避諱。
天命十一年（1626年）八月，努尔哈赤第八子皇太极登基为帝，为了抬高生母孟古哲哲的身份，追封孟古哲哲为皇后，但作為元配的佟佳氏與另一位嫡母富察氏則未被追封。

## 延伸阅读
[在维基数据编辑]
 《清史稿/卷214》，出自趙爾巽《清史稿》